# نیسین الکتریک
نیسین الکتریک (انگلیسی: Nissin Electric) شرکت تجهیزات پزشکی ژاپنی است، که در سال ۱۹۱۷ تأسیس شد.